# Charles Bennett (attore)
Charles Bennett (Dunedin, 11 marzo 1889 – Hollywood, 15 febbraio 1943) è stato un attore neozelandese naturalizzato statunitense.
Nella sua carriera, iniziata ai tempi del muto nel 1912, girò oltre un centinaio di film.

## Filmografia

### Attore
- How States Are Made, regia di Rollin S. Sturgeon (1912)
- Sunset; or, Her Only Romance (1912)
- The Two Penitents (1912)
- The Price of Big Bob's Silence, regia di Rollin S. Sturgeon (1912)
- The Craven, regia di Rollin S. Sturgeon (1912)
- The Greater Love, regia di Rollin S. Sturgeon (1912)
- The Redemption of Ben Farland, regia di Rollin S. Sturgeon (1912)
- Il trionfo del diritto (The Triumph of Right), regia di Rollin S. Sturgeon (1912)
- The Prayers of Manuelo, regia di Rollin S. Sturgeon (1912)
- Her Brother, regia di Rollin S. Sturgeon (1912)
- Lincoln's Gettysburg Address, regia di James Stuart Blackton e James Young (1912)
- A Wasted Sacrifice
- Popular Betty
- Timid May
- Omens of the Mesa
- The Better Man, regia di Rollin S. Sturgeon (1912)
- A Bit of Blue Ribbon
- The Smoke from Lone Bill's Cabin
- The Whispered Word, regia di Rollin S. Sturgeon (1913)
- The Artist and the Brute, regia di Henry MacRae - cortometraggio (1913)
- When the Desert Was Kind
- A Matter of Matrimony
- The Two Brothers, regia di Rollin S. Sturgeon (1913)
- The Transition (1913)
- The Power That Rules
- The Wrong Pair
- Sandy and Shorty Work Together
- The Courage of the Commonplace
- The Fortune Hunters of Hicksville
- Slim Driscoll, Samaritan
- $1,000 Reward
- The Passing of Joe Mary
- His Lordship Billy Smoke
- Sunny; or, The Cattle Thief
- Daddy's Soldier Boy
- The Race, regia di Robert Thornby (1913)
- Salvation Sal
- When Friendship Ceases
- The Outlaw, regia di Robert Thornby (1913)
- Big Bob Waits
- The King's Man (1913)
- Any Port in a Storm, regia di William J. Bauman (1913)
- The Face of Fear, regia di William J. Bauman (1913)
- The Fortune Hunters of Hicksville, regia di Robert Thornby (1913)
- The Little Bugler
- Tainted Money, regia di Burton L. King (1914)
- Love's Enduring Flame (1915)
- Blow for Blow (1915)
- The Passing Storm, regia di Alan Hale (1915)
- Step Lively, Jeeves!, regia di Eugene Forde (1937)
- Gunga Din, regia di George Stevens (1939)
- Prigionieri del passato (Random Harvest)
- It Ain't Hay